# Good Riddance (альбом)
Good Riddance — дебютний студійний альбом американської співачки та авторки пісень Ґрейсі Абрамс. Альбом був випущений 24 лютого 2023 року на Interscope Records. «Good Riddance» було написано Абрамс разом з Аароном Десснером, який також виступив продюсером усіх пісень альбому.

## Історія
9 січня 2023 року Абрамс оголосила про випуск свого дебютного альбому «Good Riddance», дата виходу: 24 лютого 2023 року.   Другий сингл під назвою «Where do we go now?» вийшов 13 січня 20213.  Третій сингл під назвою «Amelie» вийшов 10 лютого 2023.

## Тур
Абрамс вирушила у Good Riddance Tour, її третій хедлайнерський концертний тур. Він охоплює Північну Америку та Європу на 35 дат. Він розпочався 6 березня 2023 року в Чикаго і завершиться 16 жовтня 2023 в Цюріху . 

## Трек-лист
Усі пісні написані Ґрейсі Абрамс і Аароном Десснером. Продюсером пісень є Десснер, за винятком випадків, коли це зазначено. 
 
| Good Riddance track listing | Good Riddance track listing      | Good Riddance track listing | Good Riddance track listing | Good Riddance track listing |
| #                           | Назва                            | Автор                       | Продюсер(и)                 | Тривалість                  |
| --------------------------- | -------------------------------- | --------------------------- | --------------------------- | --------------------------- |
| 1.                          | «Best»                           |                             |                             | 3:53                        |
| 2.                          | «I Know It Won't Work»           |                             | Dessner Matias Tellez       | 4:05                        |
| 3.                          | «Full Machine»                   |                             |                             | 4:15                        |
| 4.                          | «Where Do We Go Now?»            |                             | Dessner Tellez              | 4:04                        |
| 5.                          | «I Should Hate You»              |                             |                             | 4:18                        |
| 6.                          | «Will You Cry?»                  |                             |                             | 3:50                        |
| 7.                          | «Amelie»                         |                             |                             | 4:19                        |
| 8.                          | «Difficult»                      |                             |                             | 4:18                        |
| 9.                          | «This Is What the Drugs Are For» |                             |                             | 4:05                        |
| 10.                         | «Fault Line»                     |                             |                             | 4:27                        |
| 11.                         | «The Blue»                       |                             |                             | 5:00                        |
| 12.                         | «Right Now»                      | Abrams Dessner Brian Eno    |                             | 5:50                        |
| 52:24                       |                                  |                             |                             |                             |

## Персонал
Список музикантів взято з нотаток альбому та Tidal . 

### Музиканти
- Ґрейсі Абрамс – вокал (всі треки), авторство пісень (всі треки), електро-піаніно (всі треки) (10)
- Аарон Десснер – продюсування (всі треки), написання пісень (всі треки), акустична гітара (1, 7–10), баритон-гітара (11), бас-гітара (3, 5–6, 8–10, 12), цимбали (1), електроударні (2, 4–6, 11–12), електробас (1), електро-гітара (1–5, 8–9, 11), гітара (1, 5, 9–10), мелотрон (1–2, 6, 11), офіклеїд (4), перкусія (1, 4–6), піаніно (1–2, 4, 8–9, 11–12), шейкер (3, 10), синт-бас (1–2, 4, 6, 11), синтезатор (1–6, 8–12), бубен (1), електро-піаніно (2–3, 9–10, 12)
- Брайан ЕНо – продюсування (12)
- Матіас Теллез – продюсування (2, 4)
- Джонатан Лоу – міксинг (всі треки), синт-бас (8)
- Джеймс МакАлістер – ударні (4–7, 9), електро-ударні (8), електро-гітара (2–3, 5), гітара (5), клавішні (1–5, 9), маракаси (9), муґ бас (2, 5–7, 9–10), перкусія (8, 11–12), піаніно (7), шейкер (6), синтезатор (2–12), бубен (3, 9)
- Роб Мус – оркестрування (4), піаніно (4), віола (4, 11), скрипка (4, 11)
- Томас Бартлетт – піаніно (всі треки), синтезатор (всі треки), мелотрон (1–6, 8, 11), офіклеїд (8) електро-піаніно (1–5, 7–8, 11)
- Бен Ланц – синтезатор (1, 4–6, 8, 11–12)
- Метт Беррік – ударні (1, 3, 9) перкусія (2–3, 9)
- Джеймс Крівченя – ударні (2–3, 5), перкусія (5)
- Брайс Десснер – електро-гітара (2–3)
- Брайан Девендорф – ударні (8)

## Випуск альбому
| Регіон | Дата             | Формат(и)              | Лейбл      | Ref.  |
| ------ | ---------------- | ---------------------- | ---------- | ----- |
| Світ   | 24 лютого 2023 р | CD; діджитал; стриминг | Interscope | [ 8 ] |